# Урал (регион)
Урал е географски регион, разположен около планината Урал, между Източноевропейската и Западносибирската равнини.
Счита се за част от Евразийската степ, простираща се приблизително от север на юг – от Северния ледовит океан до изворите на река Урал, близо до град Орск.  Урал се намира най-вече в Русия, но включва и малка част от Северозападен Казахстан. Това е историческа област, с граници, припокриващи се със съседните региони на Западна Волга и Източен Сибир. В миналото части от съществуващия Уралски регион са се смятали за начало на Сибир или дори в Сибир и са комбинирани с административните подразделения на Волга. Днес има две официални съименници – уралския федерален окръг и уралския икономически район.
Историческият център на Урал – Чердин – малък град в Пермския край. През 1797 г. Пермският край е административен център на губернията със същото име. Най-голямата територия на историческия и съвременен Урал е включена в Пермската губерния. Административният център на Урал е преместен в Свердловск (днес Екатеринбург) след Революцията и Гражданската война.

## Етимология
От XI век районът на Уралските планини е наричан от руснаците Камен (Камень, „Камъкът“). От средата на XVI до началото на XVII век южните части стават известни като Урал. Името, вероятно произлизащо от тюркски арал, по-късно се разпространява в цялата област. Думата буквално означава „остров“ и е използвана за всяка територия, различна от околния терен. В Башкортостан има легенда от XIII век за герой на име Урал, който пожертвал живота си заради своя народ. За да го почетат, хората изсипват каменна купчина на гроба му, която по-късно се превръща в планините Уралските планини.

## Топография
По топография и други природни особености Урал е разделен от север на юг на полярна (или арктическа), близополярна (или субарктическа), северна, централна и южна части. Полярният Урал има площ около 25 000 km2 и силно разчленен релеф, а близополярният Урал е по-широк (до 150 km) и по-висока от Полярния Урал. Северният Урал се състои от поредица от успоредни хребети с височина до 1000 – 1300 m и надлъжни вдлъбнатини, които са удължени от север на юг. Централният Урал е най-ниската част на Урал, с най-високата планина от 994 m (Басеги) и плавен релеф. Релефът на Южен Урал е по-сложен, с множество долини и хребети, насочени на югозапад и меридионално. 

## Геология
В Урал се срещат 48 вида икономически ценни руди и минерали. Източните региони са богати на халкопирит, никелов оксид, хромитни и магнетитови руди, както и на въглища (в Челябинска област), боксити, злато и платина. В Западел Урал има находища на въглища, нефт, газ и калиеви соли, но специалността на Урал са скъпоценни и полускъпоценни камъни, като изумруд, аметист, аквамарин, яспис, родонит, малахит и диамант.

## Климат
Климатът на Урал е континентален. Хребетите на Уралските планини са удължени от север на юг като по този начин ефективно абсорбират слънчевата светлина, повишавайки температурата. При областите на запад от Уралските планини през зимата е 1 – 2 °C по-топло през зимата в сравнение с източните райони, тъй като първите се затоплят от по-топлите въздушни маси от Атлантическия океан, докато източните склонове се охлаждат от сибирските въздушни маси. Средните януарски температури се увеличават в западните райони от –20 °C в полярите до –15 °C в Южен Урал и съответните температури през юли са 10 °С и 20 °С. Западните райони са с по-големи годишни суми на валежите от източните – около 150 – 300 mm/годишно. Най-голямото количество валежи (1000 mm) падат в Северен Урал.

## Реки и езера
Повечето реки в Урал се оттичат към Северния ледовит океан. Това са реките Тобол, Исет, Тура, Печора, Лозва и Северна Сосва. Южните реки – реките Урал, Кама, Белая и Чусовая – се оттичат към Каспийско море. Западните реки, особено северозападните, са по-пълноводни. Пълноводието им трае около 2 – 3 месеца и често причиняват наводнения през май – юни (юни – юли в полярните области), а югоизточните са много по-маловодни и могат да пресъхнат през лятото. Реките се подхранват от топенето на снеговете и дъждове.
Реките и езерата се използват за водоснабдяване и транспорт. На някои реки са изградени язовири. По-големите са „Кама“ и „Воткинск“.

## Флора
Ландшафтите на Урал се променят, както в географската ширина, така и във вертикалната посока. Доминирани са от степи и лесостепи. Степите са предимно в южния и особено в югоизточните части. Ливадни степи са се развили в долните части на планинските склонове и са покрити с различни детелини, маргаритки, филипендула, ливадна трева и лисича опашка. Голяма част от земите се обработват. Придвижвайки се на юг, ливадните степи стават по-оскъдни, сухи и ниски. Стръмните чакълести склонове на планини и хълмове на източните склонове на Южен Урал са покрити предимно със скалисти степи. По поречията на реките расте върба, топола и карагана.
Горите в Урал са разнообразни, особено в южната част. Западните райони са доминирани от иглолистните гори на тайгата, които на юг са смесени и широколистни. Южен Урал е най-разнообразен във видов състав: тук заедно с иглолистните гори има и други дървесни видове като лиственица, дъб, бреза, клен и бряст. В Северен Урал преобладават сибирските видове ела, кедър, смърч и бор,а в Полярен Урал горите са много по-редки. Полярните гори са ниски и са примесени с мочурища, лишеи, блата и храсти. Изобилни са мъховете и горските плодове (боровинка, морошка, черна боровинка и др.).

## Фауна
Уралските гори са обитавани от животни, характерни за Сибир, като лос, кафява мечка, лисица, вълк, росомаха, рис, катерица и самур (само на север). В Южен Урал често могат да се видят язовци и черни порове. Влечуги и земноводни живеят най-вече в Южен и Централен Урал. Техни представители са обикновената усойница, гущери и водни змии. Птици са представени от глухар, тетрев, лещарка, сокерица, кукувица и др.
Степите на Южен Урал са доминирани от зайци и гризачи. Има много грабливи птици, като белошипа ветрушка и мишелов. Бозайниците от Полярен Урал са характерни за тундрата и включват лисици и северни елени. Птиците от тези райони включват северен мишелов, полярна сова, тундрова яребица, полярна сова и др.

## Астрономически събития

### 2013 руско метеорно събитие
Около 9:20 сутринта в петък, 15 февруари 2013 г., се случва астрономически инцидент, известен като Челябински метеоритен взрив от 2013 г. Огнен метеор, широк приблизително 16 m, с тегло около 10 000 тона и движещ се със скорост 48 000 km/h, гори в земната атмосфера над Уралските планини. Медиите съобщават, че ударната вълна на метеора е нанесла е била толкова мощна, че е разбила прозорци и срутила стени, повредила 4000 сгради и ранила 1491 души. От ранените хора 311 са деца, които по това време са били в училище. Цялостната щета от ударната вълна се оценява на $ 33 000 000.

## История
Първите хора се появяват в Урал в края на ранния палеолитен период (преди около 75 хиляди години). От късния палеолит (преди 35 – 40 хиляди години) също са открити няколко обекта, включително пещерата Капова. През неолитния период са се формирали племена, които са станали основата на уралската езикова общност и смесения (монголоиден, европоиден) антропологичен тип. Приблизително по същото време в Южен Урал се развиват земеделието и животновъдството. Производството на мед и бронз започва в началото на 2-то хилядолетие пр.н.е.,а производството на желязо е развито около VIII – VII век пр.н.е. 
Около XIV век феодалната държава Голям Перм е създадена на запад до Северен Урал. Руснаците започват да се местят в Урал през XI век, най-вече от Новгородските области. Те се активизират около XIV век, когато в Северен Урал са създадени редица селища и се приписват на Велики Новгород. Собствеността им преминава в Московската държава през 1471 г., заедно със земи около река Кама. След поражението на Казанското ханство през 1552 г., руското влияние се разширява в по-голямата част от Башкортостан и Удмуртия.
През XVII век Урал се населява от славяни, които донасят със себе си напреднала селскостопанска техника. Това променя начина на живот на района и потушава миналите въоръжени конфликти. Земеделие, основано на зърнени култури, дребна промишленост (дърво, кожа, грънчарство, ковачество и др.) и мрежа от пазарисе разпространява из целия Урал. Солната индустрия се развива в Соликамск. В същото време обаче започва националното и социално потисничество на коренното население на района, като манси, ханти и башкири.
През XVII век в Урал са открити богати и висококачествени минерални находища. Не се бавят и първите топилни предприятия за желязо и мед. Районът бива признат от руското правителство за стратегически източник на суровини. Повече от 60 фабрики са построени през първата половина на XVIII век и този брой се удвоява през 1750–1760-те години. Индустриалната активност намалява в началото на 19 век поради кризата на феодалната система в Русия и растежът се забавя във всички области, с изключение на добива на злато. Най-големите индустриални и търговски центрове бяха Перм, Екатеринбург, Оренбург, Уфа, Кунгур и Ирбит. През 40-те години на XIX век започва редовното търговско корабоплаване по река Кама.
В резултат на реформата на еманципацията от 1861 г. голяма част от уралските земеделци губят повече от половината си лични земи. Първите акционерни дружества се появяват на Урал през втората половина на XIX век, включително тези с чуждестранен капитал. Реконструирани са много стари железарии и са построени редица нови. Развитието се ускорява не само в традиционната златна и платинена промишленост, но и в добива на въглища и машиностроенето. Въпреки това, Урал губи статута си на основната металургична област в южната част на Русия.
В края на XIX век се наблюдава бърз растеж на уралските градове и на антикапиталистическите движения. Дългогодишната експлоатация на работниците във фабрикоте води до създаване на социалдемократични комитети, изискващи подобряване на условията на труд. Тези дейности достигат своя връх около периода на политическия колапс през 1910-те в Русия. довел до тежка индустриална криза, недостиг на гориво, смущения в транспорта, намаляване на земеделското производство и влошаване на условията на живот. Октомврийската революция носи многобройни ползи за работниците, но бива последвана от годините на Граждански войни (1917 – 1919). Ситуацията се подобрява едва след 1920 г. През 1920 – 1921 г. промишленото производство е на нивото от 12%, както през 1913 г., но към 1925 – 1926 г. се възстановява до 93% и през 1937 г. достига 700%. През 1929 г. в басейна на река Кама е открит нефт и производството му започва през 1932 г. в Башкортостан. 
По време на Втората световна война (1941 – 1945) Урал се превръща в индустриален гръбнак на Русия, тъй като там са евакуирани най-важните промишлени предприятия от западна Русия, окупирана от германците. От лятото до зимата на 1941 г. 667 фабрики са преместени в Урал и до края на 1941 г. регионът представлява 62% от съветското производство на желязо. Промишленото производство на Урал се е увеличило 3 пъти през 1943 г. спрямо 1941 г., а военното производство се е увеличило 6 пъти. Три завода в Урал снабдяват 66% от съветските танкове и мобилни артилерийски части. 

## Етнически състав
Северният Урал е дом на хора, говорещи на уралски език, като удмурти, марийци, коми, манси и ханти. Коренното население на Полярния Урал се състои от ненци и самоедски народи, които са широко разпространени в Сибир и имат свои собствени езици. Башкирите формират най-голямата местна група в региона. Те живеят в Южен Урал и говорят език от тюркската група. Казахстанците са друга значителна национална част от Южен Урал. Много северни племена все още продължават традиционните си дейности, включително риболов, лов и животновъдство (основно на северни елени). Номадските хора на юг са отглеждали коне, но сега най-вече се занимават със земеделие, особено на пшеница, картофи, пъпеши и дини. По-голямата част от населението на Урал (около 80%) са руснаци, които са концентрирани най-вече в градовете.

## Текущо административно деление на Урал
| Поделение (главен град)                          | Икономически регион | Федерален окръг |
| ------------------------------------------------ | ------------------- | --------------- |
| Република Башкортостан (Уфа)                     | Урал                | Волга           |
| Челябинска област (Челябинск)                    | Урал                | Урал            |
| Курганска област (Курган)                        | Урал                | Урал            |
| Оренбургска област (Оренбург)                    | Урал                | Волга           |
| Пермски край (Перм)                              | Урал                | Волга           |
| Свердловска област (Екатеринбург)                | Урал                | Урал            |
| Тюменска област (Тюмен)                          | Западен Сибир       | Урал            |
| Ханти-Мансийски автономен окръг (Ханти-Мансийск) | Западен Сибир       | Урал            |
| Ямало-Ненецки автономен окръг (Салехард)         | Западен Сибир       | Урал            |
| Удмуртска република (Ижевск)                     | Урал                | Волга           |